# ملجأ العاصفة

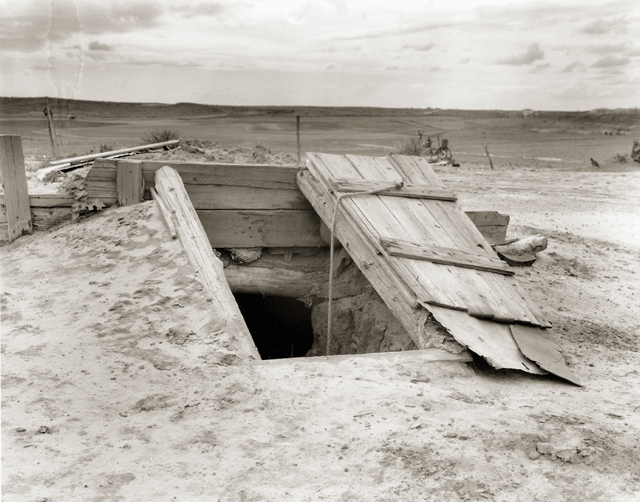

## ملجأ العواصف
ملجأ العواصف أو قبو العواصف هو نوع من المخابئ التي تكون أسفل الأرض، صممت لحماية الناس من الظروف الجوية غير الطبيعية والشديدة، خاصة الأعاصير.
يمكن رؤيتهم بكثرة في الوسط الغربي (منطقة الاعاصير) و جنوب شرق الولايات المتحدة الأمريكية، في تلك الأماكن تحدث الأعاصير بشكل اعتيادي ومتكرر، لكن ليست هناك مشكلة في بناء الملاجئ أسفل الأرض؛ بسبب انخفاض مستوى المياه الجوفية هناك.

### ملجأ العواصف العادي
ملجأ العواصف الاعتيادي لعائلة واحدة يتم بناؤه على مقربة كافية من المنزل؛ للتمكن من الوصول إليه بسرعة في الحالات الطارئة، أكن لا يجب أن يكون قريب جداً من المنزل، لأنه إذا انهار المنزل يمكن أن يغلق باب الملجأ ويعلق الناس داخل المأوى.
ولهذا أيضاً في معظم ملاجئ العواصف يتواجد الباب الرئيسي على إحدى الزوايا، بدلاً من أن يكون عموديًا على الأرض.
وجود الباب على زاوية يؤدي إلى تحرك الانقاض من فوق الباب، وانزلاق الرمل عنه بدون سده، وأيضاً الباب الذي يتم بناؤه على زاوية يقلل من القوة اللازمة لفتح الباب إذا تراكمت الأنقاض فوقه.
مساحته الأرضية تساوي ((8*12)قدم) ما يعادل ((2.5*3.5)متر)، والسقف فوقه مقوس مثل سطح كوخ كوونيست، لكنه موجود كاملاً تحت الأرض.
في أغلب الحالات، المبنى بالكامل يُبني من الطوب المغطى بالاسمنت، وتوضع أعمدة من الحديد عبر الطوب؛ للحماية من العواصف.
القيام بذلك يجعل انهيار الطوب أمراً مستحيل تقريباً.
الملاجئ الجديدة تصنع احياناً من خزانات الصرف الصحي التي تم تعديلها بإضافة فتحات تهوية وباب فولاذي.
بعض الملاجئ الجديدة يتم تشكيلها من البولي ايثيلين عن طريق (صب التناوب).
أغلب مآوي العواصف يمكن الوصول إليها عن طريق درج مغطى، وعلى الجانب المقابل من المبنى، يمكن أن يكون هناك أنابيب للهواء الذي يصل للسطح، وربما يكون هناك نافذة صغيرة، لتكون بمثابة مخرج طوارئ، وأيضاً لتزويد المبنى ببعض الضوء.
عندما يتصل مأوى العاصفة بالمنزل، ربما يتعرض أمن المنزل للخطر.
ملاجئ العواصف المغلقة تماماً، توفر حماية من العواصف بشكل أفضل من التي يوفرها القبو التقليدي، لأنها مزودة بغطاء علوي منفصل، دون تعريض الناس لهطر الاحتجاز أو الموت من الأنقاض التي تنهار من الأعلى.
ولهذا السبب أيضاً يتم تزويد النوع الوحيد من الملاجئ الفعال ضد الأعاصير القوية جداً (e4, e5) بغطاء علوي منفصل، هذه الأعاصير التي قد تؤدي إلى اقتلاع المنازل من أساسها، لن تتمكن من ازالة الغطاء العلوي الذي يحمي الناس في الملجأ.
يوجد أنواع متعددة من ملاجئ العواصف، هناك النوع العام من ملاجئ العواصف أسفل الأرض، تسمى أيضاً بمآوي الأعاصير، إضافة إلى الغرف الآمنة الجديدة فوق الأرض.
الملجأ ه. قبو تحت الأرض، لكن هناك ملاجئ خاصة بالحماية من عواصف الرياح الشديدة، مثل الغرف الآمنة.
هناك نوعان أساسيان من الملاجئ تحت الأرض، أحدهما هو المأوى الذي على جانب التل أو الجسر الممتد من أعلى التل، والآخر المسطح (الأرضي).
نوع آخر من الملاجئ هو الملجأ تحت المرآب، على الرغم من تشابهها مع الملاجئ الأخرى أسفل الأرض، الا ان هناك اختلاف رئيسي بينهم، وهو انها مثبتة في المرآب، وليس في الخارج مثل الملاجئ الأخرى.
وجودها فب المرآب يمكن سكان المنزل من الوصول إليها بسرعة ودون الحاجة للذهاب إلى الخارج أثناء العاصفة.
في بعض الأحيان لا يكون هناك إمكانية لإنشاء ملجأ في الخارج؛ وذلك بسبب عدم وجود مساحة كافية أو بسبب القوانين المحلية.

### ملجأ العواصف تحت الأرض
صممت ملاجئ تحت الأرض بحيث يكون الباب مسطحًا مع الأرض (على نفس مستوى الأرض) ويمكن صنعه من أي مادة من المواد التي تم ذكرها سابقاً.
يتم وضع هذا البناء في حفرة عميقة بما يكفي لتغطية الجزء السفلي ، ثم يتم ملء الفراغات المحفورة حول الجزء العلوي وتعبئتها.
يجب تصميم ملاجئ العواصف وبناءها واختبارها وتثبيتها بشكل صحيح من أجل تلبية أي من FEMA-320 الأمريكية ، [4] FEMA-361 [8] ، ICC-500 [9] ، NPCTS (معايير الأداء الوطنية لملاجئ الإعصار)  ) ، أو معايير ICC / NSSA.